# 科唐
科唐（法語：Cottens）是瑞士联邦西部法语区的沃州下设的一个镇。在行政上属于莫尔日区管辖。科唐的总面积为2.36平方公里。截至2010年底，总人口为438。